# رابطة الأبوة

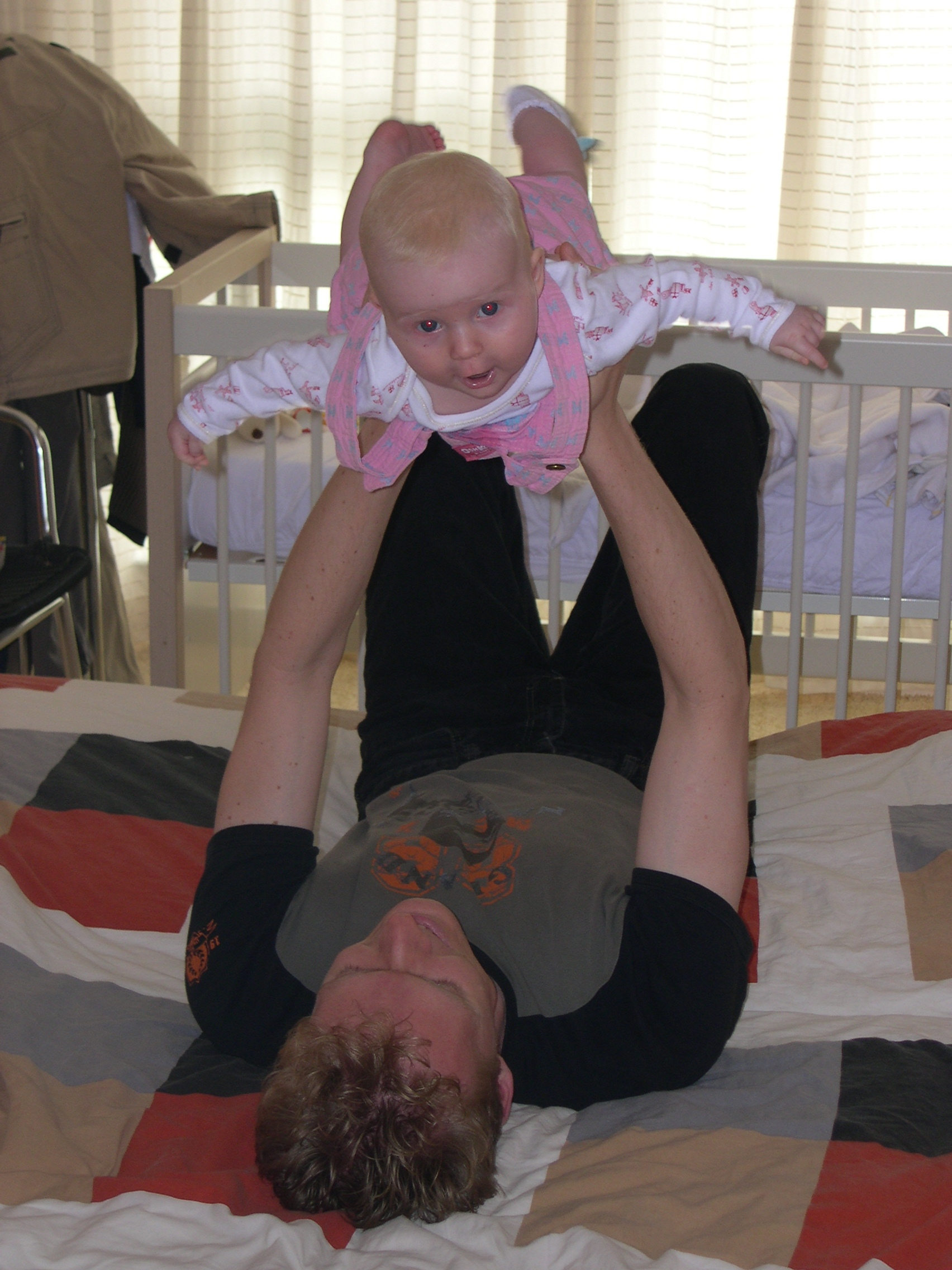
أب يلعب مع ابنه

رابطة الأبوة (بالإنجليزية: Paternal bond) تشير إلى العلاقة بين الأب وطفله. في الولايات المتحدة، تفرض الأبوة القانونية لزوج الأم ما لم يتم اتخاذ إجراء منفصل؛ ويجوز للرجل غير المتزوج أن يقيم الأبوة بالتوقيع على الاعتراف الطوعي بالأبوة أو باتخاذ إجراء من المحكمة. ويمكن أيضا إثبات الأبوة بين رجل وشخص أصغر، عادة بالتبني، دون أن تكون هناك صلة بيولوجية.

## الأبوة
يمكن لوالد الطفل أن يطور الترابط بينه وبين طفله أثناء فترة حمل شريكته، وأن يشعر بالارتباط بالجنين النامي. وتشير البحوث إلى أن هذا قد يكون له بعض الأسس البيولوجية. كما تشير الإحصاءات إلى أن مستويات هرمون التستوستيرون لدى الآباء يميل إلى الانخفاض قبل عدة أشهر من ولادة الطفل. حيث أن مستويات هرمون تستوستيرون العالية تشجع علي السلوك الأكثر عدوانية، فيما أن المستويات المنخفضة قد تعزز من القدرة على تطوير رابطة علاقة جديدة (أي مع الطفل).
يجد الآباء طرقا عديدة لتعزيز الروابط بينهم وبين أطفالهم، مثل التهدئة، والتغذية ( حليب الثدي المعبأ، أو حليب الأطفال الصناعي، أو أغذية الأطفال)، وتغيير الحفاضات، والاستحمام، والملابس، واللعب، والعناق، وحمل الرضيع في حبال أو علي ظهره أو دفعه وغيرها من السلوك التي يمكن أن تبني رابطة الأبوة، كما يمكنه المشاركة في روتين وقت النوم.